# ABC NO RIO
ABC NO RIO é um espaço cultural em Nova Iorque.

## História
Em 30 de dezembro de 1979, vários artistas entraram em um edifício abandonado de dois andares, construído em 1916, na Rua Delancey em Lower Manhattan, que pertencia ao Município de Nova Iorque  . A primeira ação foi uma exposição de arte em homenagem à Elizabeth Mangum, uma mulher negra de 35 anos que sido sido assassinada por um policial durante um despejo em Flatbush (Brooklyn - Nova Iorque), no início daquele ano, essa exposição continha críticas aos proprietários de imóveis de Nova Iorque e pretendia expressar solidariedade com as pessoas oprimidas.
No dia 2 de janeiro, a Prefeitura retomou o imóvel e ofereceu aos artistas outros imóveis onde eles poderiam realizar suas atividades. No entanto, os artistas, após avaliar os imóveis oferecidos, recusaram todas as ofertas. Em meados de janeiro, aceitaram a oferta de outro imóvel também na Rua Delancey, a 50 metros do imóvel originalmente ocupado. Em março, eles mudaram para a Rua Rivington, onde adotaram o nome de "ABC NO RIO", a inspiração para o nome veio de uma placa que tinha umas letras apagadas, na qual estava inicialmente escrito: "ABOGADO NOTARIO".
Em 1997, após diversas tentativas de remover o grupo do local, a Prefeitura de Nova Iorque aceitou vender o prédio ao grupos por 1 dólar, com a condição de que fossem feitas reformas no local no valor de 100.000 dólares em um prazo determinado. Os interessados passaram a promover campanhas de arrecadação de recursos, que no entanto não conseguiam levantar o suficiente no prazo concedido, então eram concedidos novos prazos nos quais eram exigidos maiores montantes.
Em outubro de 2004, já haviam sido arrecadados 300.000 dólares, principalmente através de pequenas doações, e teve início a etapa final do processo de transferência do edifício, que foi concluída em junho de 2006.
Em junho de 2009, a Prefeitura de Nova Iorque concedeu um financiamento de 1.650.000,00 para que o edifício fossem completamente reconstruído.

## Características
No local ocorreram diversas apresentações de bandas de punk-rock. A cultura do local teve um caráter anti-homofóbico, anti-racista e feminista.
A tomada de decisões importantes era feita com base no sistema de consenso modificado, as principais decisões exigiam aprovação unânime em reuniões mensais, enquanto que decisões administrativas rotineiras podiam ser tomadas por representantes eleitos. Outra característica do lugar era a solidariedade com os sem-teto do bairro.